# Blek puderskivling
Blek puderskivling (Cystolepiota seminuda) är en svampart som först beskrevs av Wilhelm Gottfried Lasch, och fick sitt nu gällande namn av Marcel Bon 1976. Blek puderskivling ingår i släktet Cystolepiota och familjen Agaricaceae. Arten är reproducerande i Sverige. Inga underarter finns listade i Catalogue of Life.

## Källor

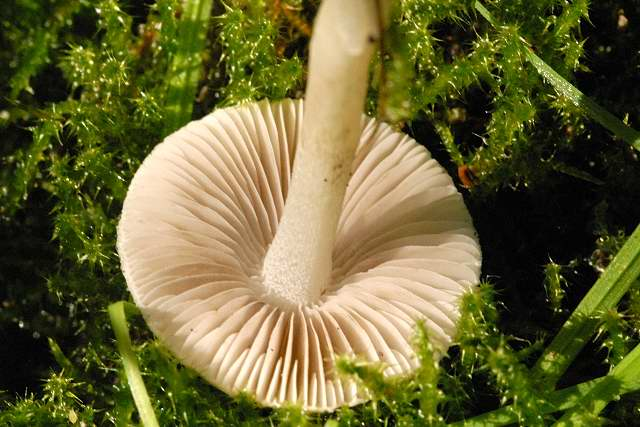